# Paquistão nos Jogos Olímpicos de Verão de 2024
Paquistão competiu nos Jogos Olímpicos de Verão de 2024 realizados em Paris, na França, entre 26 de julho e 11 de agosto de 2024. Foi a 19.ª participação do país nos Jogos Olímpicos de Verão desde a estreia em Londres 1948.
Foi representado por sete atletas que competiram no atletismo, natação e tiro esportivo. Arshad Nadeem conquistou a única medalha do país ao vencer a prova do lançamento de dardo masculino, sendo a primeira medalha olímpica do Paquistão desde 1992 e a primeira medalha de ouro desde 1984, além de ser a primeira medalha de ouro do país em um esporte individual.

## Medalhas
| Atleta        | Esporte   | Evento                        | Medalha |
| ------------- | --------- | ----------------------------- | ------- |
| Arshad Nadeem | Atletismo | Lançamento de dardo masculino | Ouro    |

## Competidores
Esta foi a participação por modalidade nesta edição:
| Esporte   | Masculino | Feminino | Total |
| --------- | --------- | -------- | ----- |
| Atletismo | 1         | 1        | 2     |
| Natação   | 1         | 1        | 2     |
| Tiro      | 2         | 1        | 3     |
| Total     | 4         | 3        | 7     |

### 

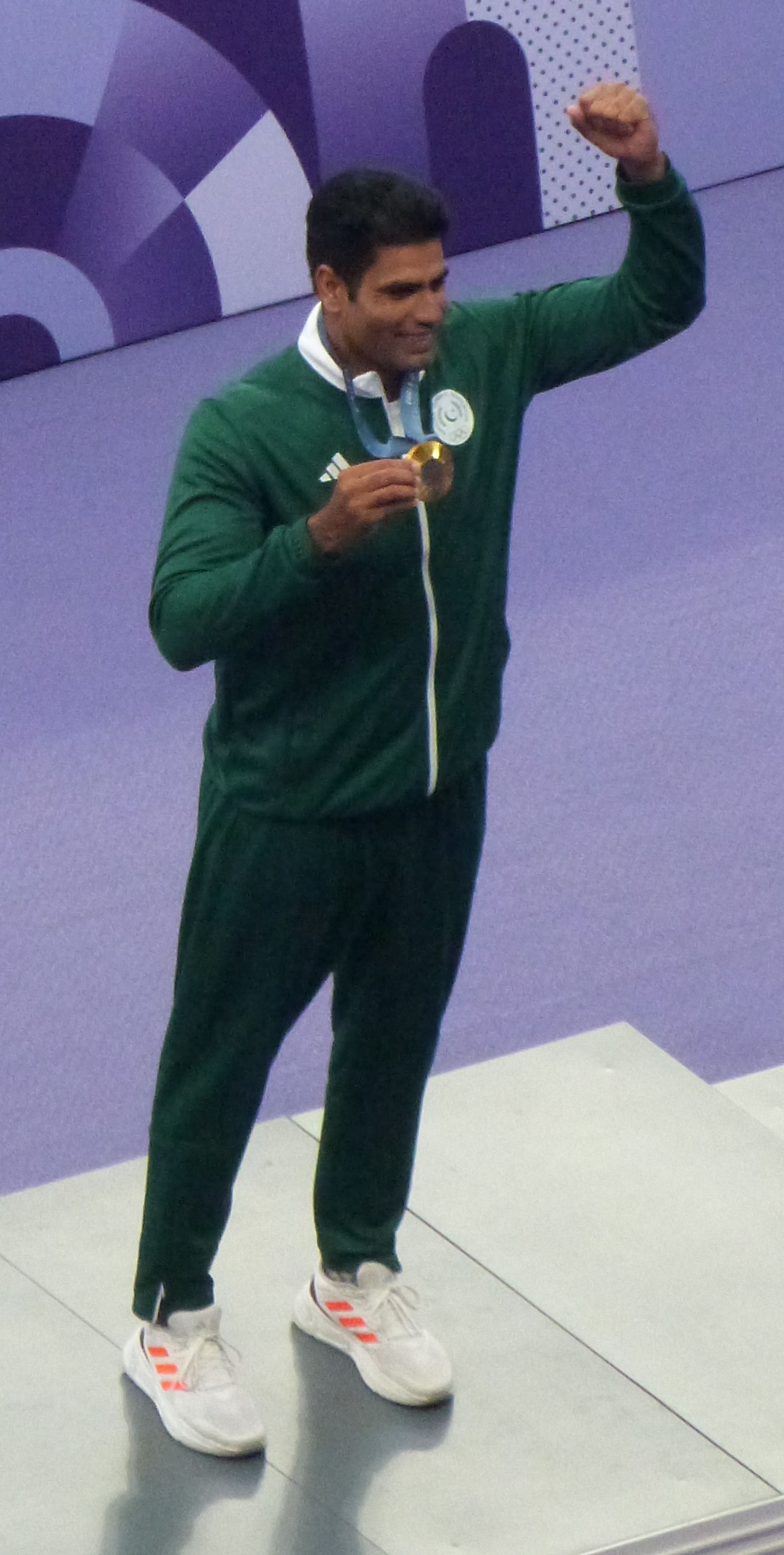
Arshad Nadeem após receber a medalha de ouro

## Desempenho

### Atletismo
- Q = Qualificado para a próxima fase
- q = Qualificado para a próxima fase como o perdedor mais rápido ou, em eventos de campo, pela posição sem atingir o alvo para qualificação
- N/A = Fase não aplicável para o evento
- Bye = Atleta não precisou disputar aquela fase

Masculino
Eventos de campo
| Atleta        | Evento              | Qualificação | Qualificação | Final | Final           | Ref.  |
| Atleta        | Evento              | Marca        | Pos.         | Marca | Pos.            | Ref.  |
| ------------- | ------------------- | ------------ | ------------ | ----- | --------------- | ----- |
| Arshad Nadeem | Lançamento de dardo | 86.59        | 4 Q          | 92.97 | Medalha de ouro | [ 5 ] |

Feminino
Eventos de pista
| Atleta     | Evento | Preliminar | Preliminar | Baterias    | Baterias    | Semifinal   | Semifinal   | Final       | Final       | Ref.  |
| Atleta     | Evento | Tempo      | Pos.       | Tempo       | Pos.        | Tempo       | Pos.        | Tempo       | Pos.        | Ref.  |
| ---------- | ------ | ---------- | ---------- | ----------- | ----------- | ----------- | ----------- | ----------- | ----------- | ----- |
| Faiqa Riaz | 100 m  | 12.49      | 6          | Não avançou | Não avançou | Não avançou | Não avançou | Não avançou | Não avançou | [ 6 ] |

### Natação
Masculino
| Atleta                 | Evento      | Eliminatórias | Eliminatórias | Semifinal   | Semifinal   | Final       | Final       | Ref.  |
| Atleta                 | Evento      | Tempo         | Pos.          | Tempo       | Pos.        | Tempo       | Pos.        | Ref.  |
| ---------------------- | ----------- | ------------- | ------------- | ----------- | ----------- | ----------- | ----------- | ----- |
| Muhammad Ahmed Durrani | 200 m livre | 1:58.67       | 25            | Não avançou | Não avançou | Não avançou | Não avançou | [ 7 ] |

Feminino
| Atleta        | Evento      | Eliminatórias | Eliminatórias | Semifinal   | Semifinal   | Final       | Final       | Ref.  |
| Atleta        | Evento      | Tempo         | Pos.          | Tempo       | Pos.        | Tempo       | Pos.        | Ref.  |
| ------------- | ----------- | ------------- | ------------- | ----------- | ----------- | ----------- | ----------- | ----- |
| Jehanara Nabi | 200 m livre | 2:10.69       | 26            | Não avançou | Não avançou | Não avançou | Não avançou | [ 8 ] |

### Tiro
Masculino
| Atleta                | Evento             | Qualificação | Qualificação | Final       | Final       | Ref.   |
| Atleta                | Evento             | Marca        | Pos.         | Marca       | Pos.        | Ref.   |
| --------------------- | ------------------ | ------------ | ------------ | ----------- | ----------- | ------ |
| Gulfam Joseph         | Pistola de ar 10 m | 571          | 22           | Não avançou | Não avançou | [ 9 ]  |
| Ghulam Mustafa Bashir | Tiro rápido 25 m   | 581          | 15           | Não avançou | Não avançou | [ 10 ] |

Feminino
| Atleta         | Evento             | Qualificação | Qualificação | Final       | Final       | Ref.   |
| Atleta         | Evento             | Marca        | Pos.         | Marca       | Pos.        | Ref.   |
| -------------- | ------------------ | ------------ | ------------ | ----------- | ----------- | ------ |
| Kishmala Talat | Pistola de ar 10 m | 567          | 31           | Não avançou | Não avançou | [ 11 ] |
| Kishmala Talat | Pistola livre 25 m | 579          | 22           | Não avançou | Não avançou | [ 11 ] |

Misto
| Atleta                       | Evento             | Qualificação | Qualificação | Final       | Final       | Ref.         |
| Atleta                       | Evento             | Marca        | Pos.         | Marca       | Pos.        | Ref.         |
| ---------------------------- | ------------------ | ------------ | ------------ | ----------- | ----------- | ------------ |
| Gulfam Joseph Kishmala Talat | Pistola de ar 10 m | 571          | 14           | Não avançou | Não avançou | [ 9 ] [ 11 ] |